# Carl Ochsenius
Carl Christian Ochsenius (Kassel, 9 de marzo de 1830 - Marburgo, 9 de diciembre de 1906) fue un naturalista, geólogo, y científico alemán.

## Biografía
Realizó sus estudios en la Universidad Philipps de Marburgo.
En 1851 viajó a Chile acompañando al Dr.Rudolf Amandus Philippi, cuando este traía colonos a la zona sur del país. Realizó innumerables expediciones en la zona de la colonización, principalmente junto a Guillermo Döll y el mismo Philippi, destacando la primera expedición al Volcán Osorno y remontar el Río Bueno.
Luego de su trabajo con Philippi en la zona sur, Ochsenius emigró a la Provincia de Arauco, donde trabajó como ingeniero en las minas de carbón de la familia Cousiño. Luego de casado se dedicó a explotar las minas encontradas en las tierras de la familia de su mujer, los Mora.
Luego de más de 10 años dedicado a la minería del carbón, realizó pioneras investigaciones sobre el salitre en el norte de Chile.
Finalmente regresó por un tiempo a Alemania, donde junto a desarrollar y exponer sus teorías, es nombrado cónsul por el gobierno de Chile, y se dedica a hacer clases en su alma mater universitaria en la ciudad de Marburg, lugar donde lo encontró la muerte.

## Obras
Entre sus obras más destacadas figuran su teoría de las barreras o teoría de umbrales (Barrentheorie o Schwellentheorie), que explica la formación de grandes depósitos salinos que se observan en el registro geológico como resultado de la evaporación en un mar parcial o totalmente aislado. Sigue siendo una obra de referencia en geología. También publicó su libro "Chile, land und leute", donde describe parte de sus observaciones en Chile.